# 激浪
激浪，又稱山露（Mountain Dew），是百事公司的碳酸饮料品牌。最初的配方由田纳西州饮料瓶装商Barney和Ally Hartman于1940年发明。1964年8月，Mountain Dew品牌和生产权从百事可乐公司的Tip获得，分布在美国和加拿大上扩展。

## 历史
1940年，美国田纳西州的Barney和Ally Hartman两兄弟在调制烈酒时创造出了激浪饮料。激浪以其独特的口感，广受欢迎，并在美国中部流行起来。
1964年，百事可乐集团为了进入柠檬味碳酸饮料市场，收购激浪品牌。
1988年，Diet Mountain Dew和Mountain Dew Red面世。

## 销售
在美国销售的激浪，为含咖啡因的果味碳酸饮料。合作伙伴有塔可钟、711。
在中国，由上海百事可乐生产的激浪，在很长一段时间为不含咖啡因的碳酸饮料，且只有一种口味——橘味（citrus）。与旗下的无咖啡因果味碳酸饮料美年达定位相似，因此销量不大，销售范围有限。上海百事可乐于2009年将激浪重新包装，将500ml包装的塑料瓶改为激浪特有形状，在成分中加入咖啡因，主打提神功效，在市场上大力推广。从此激浪包装上的饮料类型改为“可乐型碳酸饮料”，口味改为柠檬味。